# Globus Cassus
 (juillet 2017).
Si vous disposez d'ouvrages ou d'articles de référence ou si vous connaissez des sites web de qualité traitant du thème abordé ici, merci de compléter l'article en donnant les références utiles à sa vérifiabilité et en les liant à la section « Notes et références ».

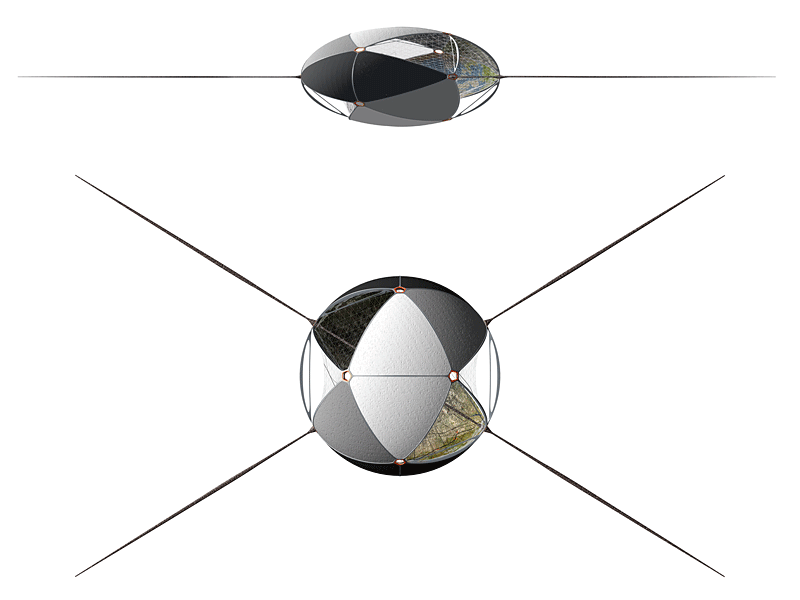
Vues de dessus et de côté de Globus Cassus.

Globus Cassus est un projet utopique pour la transformation de la planète Terre en un monde artificiel beaucoup plus volumineux et creux avec une écosphère sur sa surface interne. La lumière du jour entrerait à travers deux gigantesques fenêtres et une gravité artificielle serait créée par effet centrifuge. La population humaine vivrait sur deux vastes régions qui se feraient face et qui seraient reliées par le centre vide. 
Étant l'antipode de la Terre en de nombreux aspects, Globus Cassus agit comme un modèle philosophique pour la description opposée de la Terre et comme un outil pour comprendre les processus de fonctionnement du monde réel.
Globus Cassus fut proposé par l'architecte et artiste Christian Waldvogel et présenté à la Biennale de Venise en 2004. Il s'agit d'une description méticuleuse du processus de transformation, un récit de sa construction ainsi que des propositions sur les travaux organisationnels sur Globus Cassus. Il fut aussi le sujet d'un livre.

## Propriétés
La mégastructure proposée incorporerait toute la matière terrestre. L'hydrosphère et l'atmosphère seraient contenues à l'intérieur. L'écosphère serait limitée aux zones équatoriales, tandis que les zones tropicales de faible gravité avec une mince atmosphère seraient réservées aux plantations. Les régions polaires n'auraient ni gravité ni atmosphère et seraient donc utilisées pour le stockage des matières premières et comme lieux de production en condition de microgravité.

### Structure géométrique

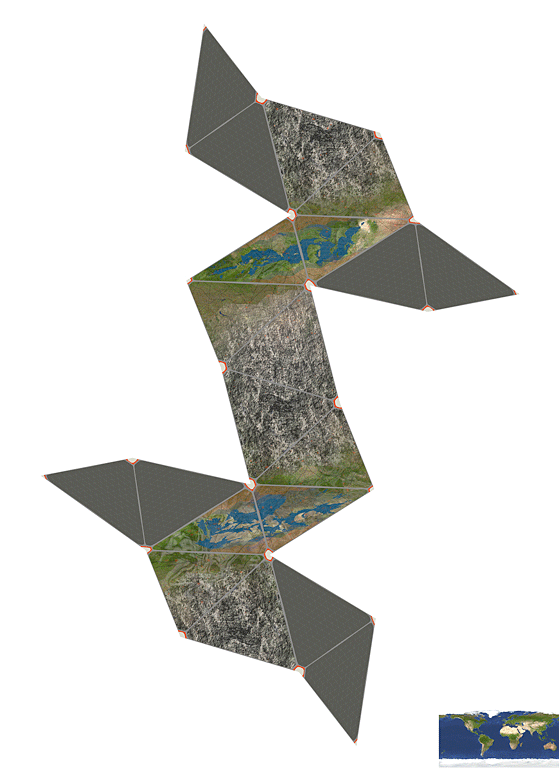
La superficie interne de Globus Cassus comparée avec la superficie terrestre

Globus Cassus a la forme d'un icosaèdre géodésique comprimé avec deux ouvertures diagonales. Les arêtes de l'icosaèdre sont soutenues par un squelette rigide, rempli avec une coque ou, dans le cas des fenêtres, avec des coupoles dont la concavité est tournée vers l'extérieur.

### Matériaux de construction
La croûte terrestre, le manteau et le noyau sont creusés graduellement, transportés à l'extérieur, puis transformés en les rendant moins denses et plus résistants. Pendant que la croûte pourrait être prélevée des régions continentales, le magma et le manteau liquide pourraient être pompés à travers de gigantesques conduits. Le noyau serait démantelé à partir de la surface.

### Échelle planétaire
Les câbles stationnaires nécessaires pour le soutien de la structure resteraient loin à l'intérieur de l'orbite lunaire, ainsi la construction de Globus Cassus n'altérerait pas le système Terre-Lune. Toutefois, à l'échelle planétaire les proportions seraient altérées, Globus Cassus étant légèrement plus petite que Saturne, la plus grande planète du système solaire après Jupiter.

## Processus de construction
Le projet Globus Cassus prévoit la construction de quatre ascenseurs spatiaux à partir de quatre points définis en orbite géostationnaire. Il s'agirait donc de construire des tours gigantesques, d'un diamètre de plusieurs centaines de kilomètres et de longueur de 165 000 km. Les tours contiennent des ascenseurs qui sont utilisées pour transporter des matériaux de silicate pour les sites de construction en orbite géostationnaire.

### Squelette et coque
Les matériaux de construction sont convertis en agrégats poreux et utilisés pour former le squelette.  Dans chaque phase de la construction il devra être respecté une parfaite symétrie pour maintenir la structure en équilibre par rapport à la Terre. Puis le magma est pompé vers le squelette, où il est utilisé pour former les minces coques dans les ouvertures squelettiques. Huit de ces ouvertures sont remplies avec de gigantesques coupoles de verre à la concavité tournée vers l'extérieur du corps.

### Les Grandes Pluies
À la suite de l'extraction des matériaux, la Terre se contracterait, ses calottes polaires fondraient et sa gravité s'écroulerait. Ceci conduit à une soudaine perte de l'atmosphère et de l'hydrosphère qui errent à l'intérieur de Globus Cassus. La Terre aura été préventivement dotée de canaux et de tranchées, afin de former de nouveaux fleuves, lacs et mers dans la zone équatoriale.  Le processus de transfert de l'atmosphère et de l'hydrosphère est appelé les Grandes Pluies.

### Colonisation
Le moment des Grandes Pluies commence, la Terre devient inhabitable.  Avec des quantités massives de graines de toutes les plantes existantes, les régions de hautes valeurs culturelles qui doivent être conservées ont été stockées dans les nœuds squelettiques qui touchent les tours. Les humains et les animaux attendent la fin des pluies et entament la colonisation des régions équatoriales.

### Croissance des plantes
Le noyau terrestre restant serait démantelé pour construire les coques qui se situent dans les régions polaires. Durant cette étape, l'important rayonnement du noyau accélérerait la croissance des plantes et faciliterait le processus de rétablissement de la biosphère.

## Faisabilité
Il y a beaucoup de problèmes[Lesquels ?] insurmontables associés à un projet tel que celui-ci.
La plus grande structure qui pourrait être construite en utilisant des matériaux connus ne mesure pas plus de deux kilomètres de diamètre, en utilisant les fibres de nanotubes de carbone.

## Littérature
Globus Cassus, Lars Müller Publishers, avec les contributions de Boris Groys, Claude Lichtenstein, Michael Stauffer et Christian Waldvogel. Le livre a remporté la médaille d'or dans la compétition internationale du "Best designed books from all over the World 2004",  (ISBN 3-037-78045-2).